# Hugo Reich
Johann Hermann Hugo Reich (* 30. März 1854 in Elberfeld (heute Stadtteil von Wuppertal); † 23. Juli 1935 in Bad Kreuznach) war ein deutscher evangelischer Pfarrer und Gründer der  Kreuznacher Diakonie-Anstalten.

## Leben und Wirken
Hugo Reich wuchs in einem religiös geprägten Elternhaus auf. Sein Vater war Leiter der "Abteilung für Schulsachen" der Stadtverwaltung Elberfeld; seine Mutter war eine Enkelin des Komponisten Johann Michael Bach. Nach dem frühen Tod der Mutter wurde Hugo Reich als dem Ältesten schon bald Verantwortung auferlegt. In den Jahren der Trauer begann sich bei Hugo Reich „das ungeheuere Ernstnehmen von Leid und Tod“ zu zeigen, das seine spätere Arbeit motivieren und begleiten sollte. Nach dem Abitur 1876 am Gymnasium in Elberfeld studierte Reich Theologie in Bonn und Leipzig, wo er Mitglied der jeweiligen Wingolf-Verbindung. wurde. 1881 legte er sein Erstes Theologisches Staatsexamen ab und wurde Vikar bei Gustav Schlosser in Frankfurt am Main, einem der führenden Männer der Inneren Mission. 1883 folgte ein einjähriger Aufenthalt im Domkandidatenstift in Berlin. Nach dem Zweiten Theologischen Staatsexamen übernahm Reich eine Pfarrstelle in Langenberg und wurde dort am 11. September 1884 ordiniert. Am 20. September 1884 heiratete er Emma Schlosser, die älteste Tochter von Gustav Schlosser.
Mit der Langenberger Pfarrstelle war die Tätigkeit als „Agent“ des Rheinischen Provinzialausschusses für Innere Mission verknüpft. Reich setzte sich u. a. für die Entsendung von Diakonissen in die Gemeinden ein, wo sie in der Kranken- und Armenpflege sowie in der Betreuung von Kleinkindern tätig sein würden. Reich wurde Mitglied des Aktionskomitees, das die Gründung eines weiteren Diakonissen-Mutterhauses in der Rheinprovinz neben dem schon existierenden in Kaiserswerth vorbereitete. Es sollte im Süden der Provinz entstehen, wobei – auch eingegeben durch die schwierige soziale Lage der Landbevölkerung des Nahetals – die Wahl auf Sobernheim fiel. Der 35-jährige Reich wurde 1889 mit der Gründung dieses Zweiten Rheinischen Diakonissen-Mutterhauses betraut. Zur Unterstützung des Vorhabens wurde in Sobernheim eine zweite Pfarrstelle geschaffen.
Das Sobernheimer Pfarrhaus wurde zum Ort der Schwesternausbildung, war aber wegen der aufgenommenen Kranken schon bald zu klein, sodass Reich ein eigenständiges Mutterhaus auf dem Hüttenberg bei Sobernheim bauen ließ. Zugleich erkannte Reich, der die verschiedenen Formen sozialer Not in seinem Berliner Jahr und während seiner Arbeit im Verein für Innere Mission in Frankfurt kennen gelernt hatte, dass das anfängliche Ziel der Mutterhausgründung zu eng gesteckt war. Eine erste Erweiterung des Aufgabenfeldes bot sich ihm, als die Asbacher Hütte durch Schenkung in den Besitz des Mutterhauses kam. Hier entstand das erste Heim der Rheinprovinz für geistig behinderte Frauen und Mädchen.
Da die Krankenzahlen in Sobernheim für eine gründliche Ausbildung der Diakonissen zu gering blieben, trug sich Reich schon bald mit dem Gedanken, den Schwerpunkt der pflegenden und erzieherischen Tätigkeit nach Kreuznach zu verlegen. Ein erster Schritt war 1890 die Einrichtung eines Hilfskrankenhauses in einem gemieteten Gebäude in der Stadt. Bald folgten Gespräche mit der Stadt über die Überlassung eines großen Areals, auf dem dann als erster Bau ein Krankenhaus entstand. Der Grund für die Kreuznacher Diakonie-Anstalten war gelegt. Nun entstanden auf dem Anstaltsgelände in rascher Folge ein größeres Mutterhaus, eine Einrichtung für körperlich Behinderte, ein Altersheim, ein Haus für die Förderung geistig leicht behinderter Mädchen, eine Haushaltungsschule und ein Kindergärtnerinnen-Seminar mit Lehrkindergarten. Reich legte 1901 sein Pfarramt in Sobernheim nieder und zog mit seiner Familie nach Kreuznach.
Bei der Einrichtung für körperlich Behinderte ging es Reich darum, Ärzte zu gewinnen, die die neuesten Erkenntnisse der Orthopädie und Prothetik anwenden konnten. Reich unternahm weite Reisen zu „Krüppelanstalten“, um sich vor Ort über moderne medizinische Techniken und Übungsprogramme zu unterrichten. Es sollte ein möglichst hoher Grad an Selbständigkeit erreicht werden; das bedeutete auch berufliche Schulung in den angeschlossenen Werkstätten. Zur Pflege und Anleitung wurden Brüder herangezogen, die zunächst von älteren Anstalten wie Bethel kamen, von 1910 an aber in Kreuznach selbst ausgebildet wurden. Kennzeichnend für Reichs moderne Einstellung war, dass in der Mitte der Anstalt nicht wie sonst üblich die Kirche stand, sondern das Kesselhaus, das alle Gebäude mit Licht, Wärme und Wasser versorgte. Als 1912 in Kreuznach das Männerkrankenhaus fertig gestellt war, hatten die Kreuznacher Diakonie-Anstalten ihre für längere Zeit gültige Form erlangt. Dazu gehörten weitere Außenstationen, die Reich durch Zukauf erworben und hatte ausbauen lassen, darunter zwei Waisenhäuser und die brüdergestützte Arbeiterkolonie Niederreidenbacher Hof bei Idar-Oberstein, die dem Elend der Obdachlosen und Wanderarbeiter abhelfen sollte.
Während des Ersten Weltkriegs wurden die Kreuznacher Diakonie-Anstalten zum Reservelazarett. Der kaisertreue Reich, der gleichwohl den Kriegseintritt nicht begrüßte, bot dem Bezirkskommando an, die Verwundeten in die Obhut seiner erfahrenen Schwestern und Ärzte zu geben und den dauerhaft Versehrten die Rückkehr in den Alltag durch aktive Behindertenbegleitung zu ermöglichen. Für alle Anstaltsbewohner folgte eine Zeit räumlicher Enge und höchster Anforderungen. Die Diakonissen schliefen teilweise auf Strohsäcken auf dem Boden, Hugo und Emma Reich räumten ihr Pfarrhaus.
Nach den Schwierigkeiten der Nachkriegsjahre, in denen Hugo Reich auch persönlich getroffen wurde – Emma Reich starb 1921 –, kamen Jahre der Festigung und schließlich auch neuer Bautätigkeit. Als der greise Vorsteher, verehrt als „Vater Reich“, im Jahr 1932 sein Amt niederlegte, konnte er auf die Schaffung eines außerordentlich erfolgreichen, weit verzweigten und finanziell gesicherten Werks der christlichen Nächstenliebe zurückblicken. Zwei seiner Töchter waren in den Diakonie-Anstalten tätig – als Lehrerin und als Kindergarten-Seminarleiterin –, und sein Sohn sollte bald Mitglied des Vorstandes werden.
Hugo Reich verstarb am 23. Juli 1935. Unter großer Anteilnahme wurde der letzte aus der Reihe der Gründer der Inneren Mission auf dem Kreuznacher Friedhof beigesetzt.

## Ehrungen
- 1904 Roter Adlerorden IV. Klasse
- 1906 Ehrenritter des Großherzoglich Oldenburgischen Hauses
- 1917 Verdienstkreuz für Kriegshilfe
- 1920 Theologische Ehrendoktorwürde der Rheinischen Friedrich-Wilhelms-Universität Bonn

Eine Straße in Bad Kreuznach wurde nach Hugo Reich benannt.